# مسجد علیا
مسجد علیا مربوط به دوره صفوی است و در احمدآباد، تقاطع بلوار امام و خیابان آیت ا فکور واقع شده و این اثر در تاریخ ۲ بهمن ۱۳۸۲ با شمارهٔ ثبت ۱۰۸۱۶ به‌عنوان یکی از آثار ملی ایران به ثبت رسیده است.